# SR75
Die SR75 ist eine einstufige Höhenforschungsrakete des deutschen Raumfahrtunternehmens HyImpulse Technologies mit Sitz in Neuenstadt am Kocher.

## Verwendung
Die SR75 soll letztlich 300 kg Nutzlast in eine Höhe von 250 km transportieren können und Experimente von bis zu fünf Minuten Dauer in Mikrogravitation ermöglichen. Zudem dient sie als Technologiedemonstrator für die HyImpulse-Rakete SL1, denn sie verwendet denselben Hybrid-Triebwerkstyp und entsprechende CFK-Tanks für den Flüssigsauerstoff. Mithilfe eines zweistufigen Fallschirmsystems an Bord können Rakete und Nutzlast (insgesamt bis zu 700 kg) geborgen werden. Die Rakete ist 14 m lang, hat einen Durchmesser  von 64 cm und wiegt 2,5 t.

## Antrieb
Die SR75 wird durch das Hybrid-Raketentriebwerk HyPLOX-75 angetrieben. Dieses soll 75 kN Schub liefern und auch auf der zukünftigen HyImpulse-Trägerrakete SL1 verwendet werden. Es verwendet den Festtreibstoff Paraffin und Flüssigsauerstoff (LOX) als Oxidator. Paraffin ist sicherer in der Handhabung als die bei Flüssigkeitsraketentriebwerken verwendeten Kohlenwasserstoffe, jedoch in Kombination mit LOX unsicherer als herkömmliche Feststoffraketentriebwerke. Die SR75 ist die erste europäische Höhenforschungsrakete mit Hybridantrieb. Ein Problem bei der Verwendung von Paraffin ist unregelmäßiges Abbrennen des Treibstoffs, was zu Vibration der Rakete führen kann.
Laut Aussagen von HyImpulse sollen die Bau- und Startkosten für diese Antriebstechnik durch sicheren Treibstoff und eine daraus folgende weniger komplexen Bauart nur halb so groß wie bei „herkömmlichen“ Antriebssystemen sein.
Die SR75 ist eine 14 Meter lange und 2,5 Tonnen schwere einstufige Rakete, die kleine Nutzlasten mit einem Gewicht von bis zu 300 kg in eine Höhe von etwa 250 km transportieren soll. Diese kleinere Rakete wird sowohl als erster kommerzieller Dienst des Unternehmens als auch als Technologiedemonstrator für SL1 dienen.

## Starts
Ein erster Start der SR75 war für das dritte Quartal 2022 geplant und fand schließlich am 3. Mai 2024 statt. Die Rakete startete von der Koonibba Test Range, einem Raketentestgelände in Südaustralien. Sie erreichte eine Höhe von etwa 50 Kilometern und fiel an Fallschirmen zurück zur Erde.
Am 28. Juli 2023 erteilte die Civil Aviation Authority (CAA) HyImpulse die Genehmigung, seine SR75-Rakete zwischen dem 1. Dezember 2023 und dem 30. November 2024 erstmals vom Weltraumbahnhof SaxaVord in Schottland zu starten. Obwohl SaxaVord seine Raumhafenlizenz noch nicht erhalten hat, hat die CAA bestätigt, dass der Raumhafen aufgrund der angestrebten maximalen Höhe von 47 Kilometern und der Größe des Raketentriebwerks keine Lizenz für den suborbitalen SR75-Flug benötigt. Im November 2023 wurde jedoch bekannt gegeben, dass der Erstflug der SR75 im März 2024 vom Koonibba-Testgelände in Australien aus stattfinden wird, das von Southern Launch betrieben wird.
Die Verlegung des Starts von SaxaVord nach Koonibba ist durch die Einstellung der Bauarbeiten bei SaxaVord bedingt. Auf Nachfrage erklärte Christian Schmierer, der Geschäftsführer von HyImpulse, dass der Standortwechsel für den Erstflug aus terminlichen Gründen notwendig sei, wobei er insbesondere auf die Bodeninfrastruktur verwies.
Am 3. Mai 2024 startete die SR75 zu ihrem Erstflug (Mission Light this Candle, erwartetes Apogäum: 200 km) vom Koonibba-Testgelände. Der Start war erfolgreich. Die Höhenforschungsrakete hat dabei wie geplant 50 bis 60 Kilometer erreicht, aber nicht den Weltraum. in den Weltraum soll sie erst beim nächsten Testflug kommen.
Die Rakete wurde zur Analyse nach dem Flug vom Koonibba-Testgelände geborgen. Der Start war der erste auf dem Koonibba-Testgelände, die von Southern Launch in Zusammenarbeit mit der Koonibba Community Aboriginal Corporation entwickelt wurden.
Zwei weitere Starts sind mit einer maximalen Flughöhe von 60 und 150 km geplant.
Im Juli 2024 bekam HyImpulse von der Britischen Raumfahrtbehörde (UKSA) im Rahmen des National Space Innovation Programme Fördergelder in Höhe von ungefähr 5 Millionen Pfund für ihr Sustainable Hybrid: Accelerated Rocket Programme (SHARP). HyImpulse wird für dieses Programm mit den Universitäten Cranfield, Birmingham sowie der AVICON Partnerschaft zusammenarbeiten, um einen Start der SR75 vom britischen Saxavord Weltraumbahnhof zu ermöglichen. Die Fördergelder an HyImpulse wurden vom Geschäftsführer des britischen Launcher-Start-up Orbex, Phillip Chambers kritisiert.